# Yngve Lundh
Axel Yngve Ambrosius Lundh, född 5 april 1924 i Bollnäs, Hälsingland (Gävleborgs län), död 10 mars 2017 i Bollnäs, var en svensk tävlingscyklist. Han var framträdande redan som junior och blev svensk mästare i Söderhamn 1944. Som senior vann han ett flertal stora lopp, bland annat tre gånger Sexdagarsloppet
För perioden 1948–1952 ser ett utdrag ur hans vinnarlista ut som följer:
- 1949	Sexdagarsloppet
- 1950	Sexdagarsloppet
- 1951	Östgötaloppet
- 1952 	Solleröloppet
- 1954	Sexdagarsloppet

Norrländska Mästerskapens 10-mila tempolopp såg Yngve Lund som segrare ett flertal gånger. När Harry Snell tog sitt VM-guld i Valkenburg 1948, tillhörde Yngve Lundh hjälpryttarna med en 7:e-plats som resultat. Vid OS i Helsingfors 1952 nådde han en 17:e plats. Lundh är begravd på Bollnäs kyrkogård.